# Ръдърфорд Хейс
Ръдърфорд Бърчард Хейс (на английски: Rutherford Birchard Hayes) е 19-ият (4 март 1877 – 4 март 1881) президент на САЩ от 1877 до 1881.
Служи също като представител и губернатор на Охайо. Работи като адвокат и е запален аболиционист. Защитава роби в периода преди Гражданската война, в която е сериозно ранен.
Печели Републиканската номинация на президентските избори през 1876 и е избран чрез Компромиса от 1877, с които официално приключва ерата на Реконструкция, като Юга е оставен да се самоуправлява. Вече встъпил в длъжност, оттегля войските от юга, приключвайки въоръжената подкрепа за Републиканските правителства там и усилията на освободените афроамериканци да установят семействата си, като свободни граждани. Подкрепя реформата на публичните услуги и опитва да обедини дивизиите останали, след гражданската война и реконструкцията.

## Произход
Роден е в Делуеър Каунти Охайо на 4 октомври 1822 г. в семейството на Ръдърфорд Хейс и София Бърчард. Баща му умира преди той да се роди.
Учи в методистката академия в Норуолк, Охайо и подготвителното училище в Мидълтаун, Кънектикът. Завършва колежа Кениън (Kenyon College, Ohio) през август 1842 г. и право в Харвард през януари 1845 г.

## Ранна кариера
Полага изпит за адвокатска правоспособност и почва да практикува в Охайо. През 1849 г. се мести в Синсинати и продължава адвокатската си дейност. Изпълнява длъжността юрисконсулт на града от 1857 до 1859 г. От майор се издига до генерал–майор (1865) в доброволческите войски на щата.
Хейс е избран от Републиканската партия в тридесет и деветия и четиридесетия Конгрес. Номиниран е за губернатор на Охайо и служи като такъв от януари 1876 г. до 2 март 1877 г., когато подава оставка, за да бъде избран за президент. Тъй като 4 март е неделя, Хейс полага клетва по-рано – на 3 март, на закрита церемония в Белия дом. Отново полага клетва, но този път публично на 5 март, мандатът му продължава до 4 март 1881 година.

## Президентство
Хейс става президент след изпълнените с безредие и скандали години на администрацията на Грант. Той има репутацията на честен човек, която датира още от времето на Гражданската война в САЩ, когато в качеството си на генерал–майор отказва да се кандидатира за Конгреса, като казва, че офицер, който се отказва от командването, за да се занимава с политика „трябва да бъде скалпиран“. Като губернатор на Охайо често морално наставлява дори и своите политически съюзници, което му спечелва прякора „Старата баба“. Макар и опонентът му от Демократическата партия Самюел Тидън да се счита за фаворит, Хейс печели с разлика от 250 000 гласа от общо подадени 8,5 милиона.

### Избори в 1876 г.
Електоралните гласове на 4 щата са предмет на оспорване при изборите. За да се спечели президентството са нужни 185 електорални гласа, Самюел Тидън има 184, а Хейс 165, а оспорваните щати имат 20 гласа. За да станат нещата още по-лоши, три от тези щати – Флорида, Луизиана и Южна Каролина са от Юга, който е още под военна окупация, четвъртият е Орегон.
След месеци на преговори и сделки демократите от Юга получават уверения, че ако Хейс бъде избран, той ще изтегли войските от Юга и ще прекрати Възстановяването. Постигната е договореност между тях и републиканците, кабинетът на Хейс да има поне един представител от Юга и войските да бъдат изтеглени от южните щати, при тези условия той ще стане президент.

### Южна Америка
През 1878 година Хейс е помолен от аржентинците да бъде арбитър по продължаващата война на Тройния Алианс, включващ Аржентина, Бразилия и Уругвай срещу Парагвай. Аржентинците се надяват, че Хейс ще им присъди региона Чако, но той решава в полза на парагвайците. Това решение го прави герой в Парагвай и на него наричат град Вила Хейс и регион – Президент Хейс.

### Значими актове
По време на своето президентство Хейс подписва множество закони, включително и този от 15 февруари 1879 г., който позволява адвокати от женски пол да се явяват пред Върховния съд на САЩ.

## След президентството
Хейс не се кандидатира за втори мандат през 1880 г., като спазва дадената дума да не търси преизбиране. В своята реч при встъпване в длъжност той предлага да се въведе възможност само за един мандат, но с по-дълъг срок – 6 години.
Ръдърфорд Бърчард Хейс умира при усложнения вследствие на инфаркт в 11 часа на 17 януари 1893 г. Следвайки неговото желание той е преместен и погребан в Охайо през 1915 г.